# Swammerdamella
Swammerdamella is een geslacht van muggen uit de familie van de Scatopsidae. De wetenschappelijke naam is voor het eerst geldig gepubliceerd in 1912 door Günther Enderlein. Hij koos de naam als eerbetoon aan Jan Swammerdam (1637-1680).

## Soorten
- Swammerdamella acuta Cook, 1956
- Swammerdamella adercotris Cook, 1972
- Swammerdamella bispinosa Cook, 1956
- Swammerdamella brevicornis (Meigen, 1830) - als typesoort door Enderlein aangeduid. Een erg klein insect, rond 1 mm lang.[2]
- Swammerdamella chillcotti Cook, 1956
- Swammerdamella confusa Cook, 1956
- Swammerdamella genypodis Cook, 1972
- Swammerdamella marginata Cook, 1956
- Swammerdamella nevadensis Cook, 1956
- Swammerdamella obtusa Cook, 1956
- Swammerdamella pediculata (Duda, 1928)
- Swammerdamella pusilla (Walker, 1848)
- Swammerdamella pygmaea (Loew, 1864)
- Swammerdamella reducta Cook, 1956
- Swammerdamella sagittata Cook, 1956
- Swammerdamella spinigera Haenni, 2009